# Championnat de Taïwan de football 2010
Navigation
Saison précédente Saison suivante
La saison 2010 du Championnat de Taïwan de football est la vingt-septième édition du championnat national, la City A-League. Les neuf clubs participants sont regroupés au sein d'une poule unique où ils ne s'affrontent qu'une seule fois. Les six premiers disputent une seconde phase où ils ne rencontrent à nouveau une fois. Il n'y a ni promotion, ni relégation à l'issue de la saison.
C'est le club de Taiwan PCFC qui est sacré cette saison après avoir terminé en tête du classement final, avec un seul point d'avance sur Taipei PEC et deux sur Taipei City Tatung. C'est le dix-septième titre de champion de Taipei chinois de l'histoire du club.
En plus des six clubs déjà participants au championnat l'année dernière, trois formations sont autorisées à s'aligner en compétition cette saison : I-Shou University FC, Ming Chuan University FC et NSTC FC. Le tenant du titre, Kaohsiung Yaoti change de nom et devient le Hasus TSU.

## Les clubs participants
- Kaohsiung County Taipower
- Taipei City Tatung
- Taipei PEC
- Taipei County
- I-Shou University FC
- NSTC FC
- Yilan County - Promu de Division B
- Ming Chuan University FC
- Hasus TSU

## Compétition
Le classement est établi sur le barème de points classique (victoire à 3 points, match nul à 1, défaite à 0). Pour départager les égalités, on tient d'abord compte des confrontations directes, de la différence de buts générale, puis du nombre de buts marqués.

### Phase régulière
| Rang | Équipe                    | Pts | J | G | N | P | Bp | Bc | Diff |
| ---- | ------------------------- | --- | - | - | - | - | -- | -- | ---- |
| 1    | Taipei PEC                | 19  | 8 | 6 | 1 | 1 | 24 | 9  | +15  |
| 2    | Taipei City Tatung        | 18  | 8 | 5 | 3 | 0 | 21 | 6  | +15  |
| 3    | Hasus TSUT                | 15  | 8 | 5 | 0 | 3 | 34 | 9  | +25  |
| 4    | Kaohsiung County Taipower | 14  | 8 | 4 | 2 | 2 | 25 | 10 | +15  |
| 5    | NSTC FC                   | 14  | 8 | 4 | 2 | 2 | 14 | 10 | +4   |
| 6    | Taipei County             | 10  | 8 | 3 | 1 | 4 | 8  | 13 | -5   |
| 7    | Ming Chuan University FC  | 5   | 8 | 1 | 2 | 5 | 12 | 30 | -18  |
| 8    | Yilan CountyP             | 5   | 8 | 1 | 2 | 5 | 7  | 27 | -20  |
| 9    | I-Shou University FC      | 1   | 8 | 0 | 1 | 7 | 4  | 35 | -31  |

|  | Qualification pour la poule finale          |
|  | T : Tenant du titre P : Promu de Division B |

### Poule finale
| Rang | Équipe                    | Pts | J  | G | N | P | Bp | Bc | Diff |
| ---- | ------------------------- | --- | -- | - | - | - | -- | -- | ---- |
| 1    | Kaohsiung County Taipower | 27  | 13 | 8 | 3 | 2 | 41 | 15 | +26  |
| 2    | Taipei PEC                | 26  | 13 | 7 | 5 | 1 | 35 | 15 | +20  |
| 3    | Taipei City Tatung        | 25  | 13 | 7 | 4 | 2 | 30 | 11 | +19  |
| 4    | NSTC FC                   | 24  | 13 | 7 | 3 | 3 | 24 | 15 | +9   |
| 5    | Hasus TSUT                | 19  | 13 | 6 | 1 | 6 | 38 | 18 | +20  |
| 6    | Taipei County             | 10  | 13 | 3 | 1 | 9 | 13 | 38 | -25  |

|  | Qualification pour la Coupe du président de l'AFC 2011 |
|  | T : Tenant du titre                                    |

## Bilan de la saison
| Championnat de Taïwan de football 2010 |                                       |
| Champion                               | Kaohsiung County Taipower (17e titre) |
| Qualifications continentales           |                                       |
| Coupe du président de l'AFC 2011       | Kaohsiung County Taipower             |
| Promotions et relégations              |                                       |
| Promus en A-League                     | Aucun                                 |
| Relégués                               | Aucun                                 |